# If These Walls Could Talk 2
If These Walls Could Talk 2 é um filme americano de 2000 dirigido por Martha Coolidge.

## Elenco

### 1961
- Vanessa Redgrave — Edith Tree
- Marian Seldes — Abby Hedley
- Paul Giamatti — Ted Hedley
- Elizabeth Perkins — Alice Hedley
- Jenny O'Hara — Marge Carpenter
- Marley McClean — Maggie Hedley

### 1972
- Michelle Williams — Linda
- Chloë Sevigny — Amy
- Nia Long — Karen
- Natasha Lyonne — Jeanne
- Heather McComb — Diane
- Amy Carlson — Michelle
- Lee Garlington — Georgette

### 2000
- Sharon Stone — Fran
- Ellen DeGeneres — Kal
- Regina King — Allie
- Kathy Najimy — Doctor
- Mitchell Anderson — Arnold
- George Newbern — Tom